# Adiscus inornatus
Adiscus inornatus is een keversoort uit de familie bladkevers (Chrysomelidae). De wetenschappelijke naam van de soort werd in 1980 gepubliceerd door Chen & Pu.